# Travail d'une force
Pour les articles homonymes, voir Travail (homonymie).
Le travail d'une force est l'énergie fournie par cette force lorsque son point d'application se déplace (l'objet subissant la force se déplace ou se déforme). Il est responsable de la variation de l'énergie cinétique du système qui subit cette force. Si par exemple on pousse une bicyclette, le travail de la poussée est l'énergie produite par cette poussée. Cette notion avec ce nom fut introduite par Gaspard-Gustave de Coriolis.
Le travail est exprimé en joules (J) dans le Système international. On le note généralement {\displaystyle {\mathcal {T}}} ou W (l'initiale de work, le mot anglais pour « travail »).

## Définition
Pour un déplacement infinitésimal {\displaystyle \mathrm {d} {\vec {u}}} du point d'application de la force, le travail correspondant de la force {\displaystyle {\vec {F}}} est, par définition :
{\displaystyle \delta W={\vec {F}}\cdot \mathrm {d} {\vec {u}}}.
Le travail d'une force pour un déplacement fini est donc égal à la circulation de cette force le long du trajet {\displaystyle {\mathcal {C}}} de son point d'application :
{\displaystyle W=\int _{\mathcal {C}}{\vec {F}}\cdot \mathrm {d} {\vec {u}}}.
Une force constante {\displaystyle {\vec {F}}} qui s'applique sur un objet parcourant un trajet rectiligne {\displaystyle {\vec {u}}} fournit un travail W :
{\displaystyle W={\vec {F}}\cdot {\vec {u}}=\|{\vec {F}}\|\times \|{\vec {u}}\|\times \cos({\vec {F}},{\vec {u}})}.
En décomposant {\displaystyle {\vec {F}}} en deux composantes : l'une parallèle à {\displaystyle {\vec {u}}} et l'autre perpendiculaire, on remarque que la composante perpendiculaire ne travaille pas, et que seule la composante parallèle travaille, en application d'une propriété du produit scalaire.
Si la trajectoire est circulaire (par exemple dans le cas où le point d'application d'une force est en rotation autour d'un axe {\displaystyle (\Delta )\,}), alors le travail élémentaire du moment résultant vaut {\displaystyle \delta W={\vec {M}}\cdot {\vec {u}}_{\Delta }\mathrm {d} \theta }, où {\displaystyle {\vec {M}}} est le moment de la force par rapport à {\displaystyle (\Delta )\,}, {\displaystyle \mathrm {d} \theta } l'angle parcouru par le solide pendant une courte durée dt et {\displaystyle {\vec {u}}_{\Delta }} un vecteur unitaire orientant l'axe de rotation.

### Définition à partir de la puissance
Le déplacement élémentaire sur un intervalle de temps {\displaystyle dt} est par définition {\displaystyle \mathrm {d} {\vec {u}}={\vec {v}}\,\mathrm {d} t}, où {\displaystyle {\vec {v}}} représente la vitesse de déplacement du point d'application de la force. Le travail élémentaire de la force {\displaystyle {\vec {F}}} peut donc être défini de manière équivalente à partir de la puissance instantanée {\displaystyle {\mathcal {P}}(t)} (en watts) de cette force : 
{\displaystyle \delta W={\mathcal {P}}(t)\,\mathrm {d} t={\vec {F}}\cdot {\vec {v}}\,\mathrm {d} t}.
Le travail d'une force sur une durée finie est alors égal à l'intégrale de la puissance instantanée de la force pendant cette durée.

## Cas concrets

Quelques cas particuliers du travail d'une force.

Mouvement circulaire uniforme. La force centripète qui crée l'accélération du même nom est perpendiculaire au mouvement : son travail est nul.

Considérons une force {\displaystyle {\vec {F}}} constante s'appliquant sur un objet se déplaçant sur une trajectoire rectiligne (Il n'y a pas d'autres forces s'exerçant sur l'objet). Soit {\displaystyle ({\vec {F}},{\vec {u}})} l'angle entre ces deux vecteurs. Un certain nombre de cas particuliers permettent d'illustrer la notion de travail d'une force : 
- si la force {\displaystyle {\vec {F}}} est parallèle au déplacement {\displaystyle {\vec {u}}} et orientée dans le même sens, le travail {\displaystyle W={\vec {F}}\cdot {\vec {u}}} fourni par la force est positif : d'après le théorème de l’énergie cinétique, la force a augmenté l'énergie cinétique du système, celui-ci se déplace donc plus rapidement. Une telle force est parfois dénommée force motrice ;
- si {\displaystyle 0^{\circ }<({\vec {F}},{\vec {u}})<90^{\circ }}, alors le travail fourni par la force est positif. La force est dite motrice. On peut dire plus simplement que si la force {\displaystyle {\vec {F}}} est motrice, elle favorise le déplacement (la vitesse augmente) ;
- si la force {\displaystyle {\vec {F}}} est parallèle au déplacement {\displaystyle {\vec {u}}} mais orientée dans le sens opposé, le travail {\displaystyle W={\vec {F}}\cdot {\vec {u}}}, fourni par la force est négatif : d'après le théorème de l’énergie cinétique, la force a diminué l'énergie cinétique du système, celui-ci se déplace donc plus lentement. On appelle parfois une telle force, une force résistante ;
- si {\displaystyle 90^{\circ }<({\vec {F}},{\vec {u}})<180^{\circ }}, alors le travail fourni par la force est négatif. 
La force est résistante. On peut dire plus simplement que si la force {\displaystyle {\vec {F}}} est résistante, elle s'oppose au déplacement (la vitesse diminue) ;
- si la force {\displaystyle {\vec {F}}} est perpendiculaire au déplacement {\displaystyle {\vec {u}}}, le travail de la force est nul (W = 0) : la force n'a pas modifié l'énergie cinétique du système. On peut dire plus simplement que si la force {\displaystyle {\vec {F}}} est perpendiculaire au déplacement, elle ne modifie pas le déplacement.

Ce dernier cas ne doit pas laisser penser qu'une force dont le travail est nul n'a aucun effet sur un système. Ainsi, dans le cas d'un solide en mouvement circulaire uniforme, la force centripète a un travail nul (le mouvement circulaire uniforme n'est pas modifié). Pour autant, si l'on supprime la force centripète le solide cessera son mouvement circulaire et se déplacera en mouvement rectiligne, conformément à la 1re loi de Newton.
Les forces dont le travail est nul ne modifient pas l'énergie cinétique du solide. En particulier, elles ne modifient pas la norme de la vitesse ; elles peuvent cependant en modifier la direction.

## Travail des forces conservatives
Les forces conservatives sont, par définition, des forces dont le travail ne dépend pas du chemin suivi mais uniquement des positions de départ et d'arrivée. Dans le cas de telles forces, il existe alors une énergie potentielle associée, dont la variation est l'opposée du travail.
Le poids est un exemple de force conservative, dont le travail est l'opposé de la variation de l'énergie potentielle de pesanteur. Les contre-exemples les plus courants sont les frottements, dont le travail dépend toujours du chemin suivi.
Considérons un corps de masse m se déplaçant de A vers B et un repère {\displaystyle \left(O,{\vec {x}},{\vec {y}},{\vec {z}}\right)}, l'axe {\displaystyle {\vec {z}}} étant supposé vertical et dirigé dans le sens opposé de la gravité : {\displaystyle {\vec {g}}=-g\,{\vec {z}}}. Dans ce cas, le travail du poids vaut :
{\displaystyle W=\int _{A}^{B}{\vec {P}}\cdot \mathrm {d} {\vec {u}}}.
Si on considère que le poids est constant le long du trajet entre A et B alors on a :
{\displaystyle W={\overrightarrow {P}}\cdot {\overrightarrow {AB}}=m\,{\overrightarrow {g}}\cdot {\overrightarrow {AB}}=-mg\,{\overrightarrow {z}}\cdot {\overrightarrow {AB}}}.
Si l'on note {\displaystyle \left(x_{A},y_{A},z_{A}\right)} les coordonnées du point A et {\displaystyle \left(x_{B},y_{B},z_{B}\right)} celles de B, alors les coordonnées des vecteurs {\textstyle {\overrightarrow {P}}} et {\textstyle {\overrightarrow {AB}}} sont les suivantes :
{\displaystyle {\vec {P}}=-mg\,{\vec {z}}}
{\displaystyle {\overrightarrow {AB}}=\left(x_{B}-x_{A}\right){\vec {x}}+\left(y_{B}-y_{A}\right){\vec {y}}+\left(z_{B}-z_{A}\right){\vec {z}}}
et, par définition du produit scalaire, le travail du poids se simplifie de la façon suivante :
{\displaystyle W={\overrightarrow {P}}\cdot {\overrightarrow {AB}}=-mg\left(z_{B}-z_{A}\right)}
Le travail du poids d'un corps est donc indépendant du chemin suivi lors de son déplacement, il ne dépend que de la variation d'altitude du centre de gravité de ce corps.

### Exemple de calcul
Une personne de masse 80 kg monte debout sur une chaise de 50 centimètres de haut. Quel est le travail effectué par le poids de cette personne ? 
{\displaystyle W=-m\ g\left(z_{B}-z_{A}\right)}, soit {\displaystyle W=-80\times 9,81\times (0,5-0)=-392,4\ \mathrm {J} }

où 9,81 représente la constante g caractéristique de la Terre (en newtons par kilogramme), 80 la masse en kilogrammes et 0,5 la hauteur en mètres. Le poids est une force résistante dans ce cas (il « s'oppose » au déplacement de la personne).

## Travail des forces de pression

La force exercée par le milieu extérieur sur la surface du piston.

Le travail induit par les forces de pression correspond à la forme de travail la plus courante rencontrée en thermodynamique classique, discipline qui s'est développée avec l'avènement de l'ère industrielle basée essentiellement sur la machine à vapeur.
Le travail mécanique mis en jeu dans un moteur thermique par l'intermédiaire d'un ensemble cylindre-piston, correspond au travail du piston contre la pression extérieure, {\displaystyle p_{\mathrm {ext} }}.
Soit {\displaystyle F_{\mathrm {ext} }}, la force exercée par le milieu extérieur sur le piston de surface {\displaystyle S~}.
Si le piston se déplace d'une petite longueur élémentaire {\displaystyle \mathrm {d} \ell }, le travail élémentaire effectué par celui-ci devient :
{\displaystyle \delta W_{\mathrm {fp} }=F_{\mathrm {ext} }\mathrm {d} \ell }
or
{\displaystyle F_{\mathrm {ext} }=p_{\mathrm {ext} }S}
d'où
{\displaystyle \delta W_{\mathrm {fp} }=p_{\mathrm {ext} }\,S\,\mathrm {d} \ell }
On obtient ainsi:
{\displaystyle \delta W_{\mathrm {fp} }=p_{\mathrm {ext} }\,\mathrm {d} V}
{\displaystyle \mathrm {d} V} est une variation infinitésimale de volume du système qui correspond sur un plan mathématique, à la différentielle du volume.
Pour respecter la règle des signes qui veut que le travail fourni par le système moteur au milieu extérieur soit négatif, {\displaystyle \mathrm {d} V} étant positif (détente), il convient d'ajouter le signe moins.
{\displaystyle \delta W_{\mathrm {fp} }=-p_{\mathrm {ext} }\mathrm {d} V}.
Pour une transformation réelle définie par la trajectoire AB, le travail dépend de cette trajectoire et n'est donc pas indépendant du chemin suivi :
{\displaystyle W_{AB}=\int _{A}^{B}-p_{\mathrm {ext} }\,\mathrm {d} V}.
Remarques :
- si le piston travaille contre le vide, le travail est nul ;
- dans le cas d'une transformation isobare (pression constante), un cas fréquemment rencontré, d'un moteur travaillant contre la pression atmosphérique :

{\displaystyle W_{AB}=-p_{\mathrm {ext} }\int _{A}^{B}\mathrm {d} V=-p_{\mathrm {ext} }(V_{B}-V_{A})}.
Dans ce cas le travail ne dépend plus du chemin suivi mais seulement des états d'équilibre A et B.
Dans une machine de type compresseur ou turbine, le travail des forces de pression sur un cycle de la machine inclut le travail des pressions d'admission et de refoulement de la machine. Ce travail est appelé « travail de transvasement » et a pour expression, :
{\displaystyle W_{\text{tr}}=-\oint P\,\mathrm {d} V=\int _{P_{1}}^{P_{2}}V\,\mathrm {d} P}

## Travail virtuel
Dans le cas où le déplacement est virtuel, {\displaystyle \delta {\vec {r}}}, le travail d'une force {\displaystyle {\vec {F}}} est considéré comme lui aussi virtuel : {\textstyle \delta W=\sum _{i}{\vec {F}}_{i}\cdot \delta {\vec {r}}_{i}}. L'unité de mesure d'un travail virtuel est aussi le joule, y compris en cas d'utilisation de coordonnées généralisées {\displaystyle \delta q_{j}} car on utilise alors la force généralisée {\displaystyle Q_{j}} vérifiant {\displaystyle \delta W=\sum _{i}{\vec {F}}_{i}\cdot \delta {\vec {r}}_{i}=\sum _{j=1}^{n}Q_{j}\,\delta q_{j}}.
Le principe de D'Alembert dit que le travail virtuel de l'ensemble des forces de contrainte est nul.